# Старотураєво (Єрмекеєвський район)
Старотура́єво (рос. Старотураево, башк. Иҫке Турай) — село у складі Єрмекеєвського району Башкортостану, Росія. Адміністративний центр Старотураєвської сільської ради.
Населення — 771 особа (2010; 638 в 2002).
Національний склад:
- башкири — 82 %